# Jaume Collboni
Jaume Collboni (ur. 5 września 1969 w Barcelonie) – hiszpański polityk i prawnik, od 2023 alkad Barcelony.